# Explorer 15
Explorer 15 (též EPE-3, EPE-C) byla vědecká družice NASA, zaměřená na studium uměle vytvořeného radiačního pásu vzniklého během jaderného testu Starfish Prime z července 1962. Byla třetí ze série Energetic Particle Explorer, kam patřily i družice Explorer 12, Explorer 14 a Explorer 26. Družice byla vybavena přístroji, které původně sloužily jako záloha pro Explorer 14.

## Mise
Explorer 15 byl vynesen 27. října 1962 raketou Delta A a byl umístěn na eliptickou dráhu s perigeem 300 km a apogeem o 17 438 km. Během startu selhalo zařízení pro řízení rotace a ta tak zůstala stejná po celou dobu životnosti na hodnotě 73 ot/min. Družice vstoupila do atmosféry 19. prosince 1978 a shořela.

## Přístroje

### Detektory protonů a elektronů
Družice disponovala celkem šesti křemíkovými detektory. Dva detektory vyčnívaly z tělesa sondy a měly tak zvětšené zorné pole. Ostatní čtyři byly umístěny po obvodu, kolmo k ose rotace. Detektory byly citlivé na elektrony s energiemi 0,5-2,8 MeV a protony s energiemi 2,1-4 MeV. Hlavním úkolem detektorů bylo studium radiačního pásu po jaderném testu. Užitečná data byla shromažďována do 23. prosince 1962.

### Směrový a všesměrový detektor toku protonů a elektronů
K měření byla použita dvojice plastových scintilačních detektorů. První detektor byl směrový a byl umístěn kolmo k ose rotace se zorným úhlem 16° a dokázal snímat elektrony s energií na 500 keV. Druhý detektor byl všesměrový a dokázal měřit samostatně tok protonů (40-110 MeV) a elektronů (> 4 MeV). Data z obou detektorů byla sbírána po dobu 9,3 sekundy a poté byla každých 69 sekund odesílána se zbytkem telemetrie. Data z přístroje byla přijímána do 30. ledna 1963.
Ostatní přístroje byly identické s Explorerem 14.